# دیدو ۲۰۹
سیارک ۲۰۹ (به انگلیسی: 209 Dido) دویست و نهمین سیارک کشف شده‌است که در ۲۲ اکتبر ۱۸۷۹ کشف شد.
قدر مطلق سیارک برابر ۸٫۲۴ است.